# GlobalSat
GlobalSat Technology Corporation — производитель GPS навигационного оборудования различного назначения. Компания основана в 2000 году. Штаб-квартира и главная фабрика располагаются в Far East Century Park округа Тайбэй, Тайвань. Уставный капитал компании — 13,1 миллионов долларов США. Генеральный директор — Prince Cheng. Компания создавалась с целью внедрения беспроводных технологий, разработанных в Кембриджском Научном Парке (Великобритания) и Кремниевой долине (США) с помощью уникальных инновационных технологий Тайваня. В России GlobalSat Technology получила наибольшую популярность, благодаря внешним GPS-модулям для КПК, коммуникаторов, смартфонов и ноутбуков.

## Основные направления деятельности компании
1. GPS-навигация;
2. Спутниковый мониторинг
3. BlueTooth-технологии;
4. Беспроводная мобильная связь.

## Продукция

### GPS-модули форматаOEM
- EM-401, EM-406A, EM-408, EM-411
- ET-102, ET-112, ET-202, ET-301, ET-312, ET-314, ET-316A, ET-318, ET-332, ET-333
- ER-102

### GPS-модули формата SDIO/Compact Flash
- BC-307, BC-337
- SD-501, SD-502

### GPS-приёмники
- BR-303, BR-304, BR-305, BR-353, BR-355
- BT-308, BT-318, BT-328, BT-335, BT-338, BT-339, BT-359, BT-368, BT-821
- BU-303, BU-353
- DG-100
- GH-601, GH-602, GH-615B, GH-615M, GH-625B, GH-625M
- GT-100
- MR-350

### GPS-трекеры
- G-5040
- TR-101, TR-102, TR-150, TR-151, TR-203, TR-600, TR-600 ГЛОНАСС, GTR-128, GTR-128 ГЛОНАСС

### GPS-навигаторы
- GH-801
- GTV-580
- GV-101, GV-370, GV-380, GV-570

## Научная деятельность
Для фундаментальных научных исследований в области высоких технологий был создан «Колледж GlobalSat». Результатом успешной деятельности колледжа в качестве учебного заведения стало признание и рекомендации со стороны Массачусетского Технологического Университета.

## Российское представительство
Представительство компании GlobalSat Technology Corporation появилось в декабре 2005 года в Москве. Задачи представительства: популяризация продукции на российском рынке, сервис и техническая поддержки пользователей.

## Награды
- «COMPUTEX TAIPEI 2008 Best Choice Award» в категории «Car Electronics Products» за автомобильный GPS навигатор GTV-580 с модулем цифрового телевидения — 2008 год.
- «2008 Macsimum Macworld Awards» за BlueTooth GPS приёмник BT-368 GPS — 2008 год.
- «IF Product Design Award 2006» за GPS приёмник Globalsat BU-353 — 2006 год.
- «Выбор журнала Mobile Computers» за GPS модуль GlobalSat BR-303. Статья «Тест GPS-приёмников Мобильные Компьютеры» в номере #047.
- «Лучший девайс года — 2005» журнала «Мобильные новости» за GPS модуль GlobalSat SD-501 — 2005 год.